# レナ・メロ
レナ・メロ・レスナー（Rena Mero Lesnar、旧姓名：Rena Greek、1967年8月8日 - ）は、アメリカ合衆国の元女子プロレスラー、マネージャー。フロリダ州ジャクソンビル出身。
ニュー・ジェネレーション路線末期からアティテュード路線最盛期のWWF / WWEにて、セイブル（Sable）のリングネームで活躍した。サニーことタミー・リン・シッチと共に、WWEディーヴァの元祖とされている。

## 来歴
1996年3月31日開催の『レッスルマニアXII』でのアルティメット・ウォリアー対ハンター・ハースト・ヘルムスリー戦において、ヘルムスリーのエスコート役としてWWFに初登場。以後、当時の実際の夫だったワイルドマン・マーク・メロがヘルムスリーの虐待から彼女を救出したというストーリーのもと、セイブルの名でマーク・メロのマネージャーを担当。ベビーフェイスのポジションで試合にも時折出場し、1998年3月29日の『レッスルマニアXIV』ではマーク・メロと組んでゴールダスト&ルナ・バションとミックスド・タッグマッチで対戦した。
その後、ファンの人気を独占するセイブルに嫉妬したというアングルのもと、マーク・メロはヒールターンして彼女と決別。これを機に、セイブルは女子プロレスラーとして本格的に売り出され、マーク・メロの新しいパートナーとなったジャクリーンとの抗争を開始。1998年11月15日の『サバイバー・シリーズ1998』ではジャクリーンからWWF女子王座を奪取した。
1999年には雑誌『PLAYBOY』の表紙に起用されてヌードを披露するなど、セレブリティとしてのステイタスも獲得。その後は美貌と名声を鼻にかけたエゴイスト系のヒールに転向したが、同年5月10日、デブラとのイブニング・ガウン・マッチに敗れ女子王座から陥落。この試合を最後にWWFを離脱し、翌月にはトップレスの強要などセクシャルハラスメントまがいの猥褻かつ危険な労働条件を課せられたとして、WWFを相手に1億1000万ドルの慰謝料を請求する訴訟を起こした。
WWF離脱後はWCWマンデー・ナイトロの収録会場に姿を見せたがWCW入りは実現せず、WCW崩壊後の2001年11月、ジミー・ハートらが旗揚げしたXWFのTVテーピングにCEO役で出演した。
2003年4月、ビンス・マクマホンの愛人という設定でWWEに復帰（所属はスマックダウン）。彼女に次いで『PLAYBOY』のカバーガールとなったトリー・ウィルソンや、当時スマックダウンのGM役だったステファニー・マクマホンとの対立アングルが組まれた。2004年3月14日の『レッスルマニアXX』ではトリー・ウィルソンをパートナーに、ステイシー・キーブラー&ミス・ジャッキーとのプレボーイ・イブニング・ガウン・マッチが行われている。
2004年8月、再びWWEを退団。同年に彼女はマーク・メロと離婚し、WWE復帰後から交際していたブロック・レスナーと婚約、2006年5月に結婚した。2005年1月にはレスナーと共に来日し、新日本プロレスの東京ドーム大会にゲストとして招かれた。2000年代前半は女優としても活動し、数本のB級アクション映画に主演している。

## 得意技
- セイブルボム（Sablebomb） - パワーボム
- セイブラカンラナ（Sablecanrana） - ウラカン・ラナ・インベルティダ
- TKO（Total Knock Out）
- マーシャルアーツ・キック
- クロス・ボディ

## 獲得タイトル
- WWF女子王座：1回[4]